# Joseph Maria von Fraunberg
Joseph Maria Johann Nepomuk von und zu Fraunberg (né le 10 août 1768 à Fraunberg, mort le 17 janvier 1842 à Bamberg) est évêque d'Augsbourg de 1819 à 1824 puis archevêque de Bamberg de 1824 à sa mort.

## Biographie
Dans sa jeunesse, comme beaucoup de membres de la maison de Fraunberg (de), il est membre des Illuminés de Bavière, mouvement interdit en 1785.
Il est le deuxième des trois enfants du conseiller du prince de Freising et chef Max Joseph von und zu Fraunberg et de son épouse Maria Josepha von Rechberg und Rothenlöwen. Il vit d'abord comme un garçon noble à la cour du prince-évêque à Freising. À l'âge de 14 ans, il est admis au chapitre de la cathédrale de Ratisbonne et ordonné prêtre en 1791. Il est prêtre de Loiching de 1791 à 1797 et de 1798 à 1801 prêtre et archidiacre à Cham.
À la demande de Maximilien de Bavière, l'ecclésiastique entre dans le service de l'État de Bavière. À partir de 1802, il est responsable de l'instruction scolaire. Son domaine d'activité concerne notamment l'établissement des dimanches et des jours fériés, ainsi que des écoles techniques dans les zones rurales, ainsi que l'application de la scolarité obligatoire. De plus, il est en 1806-1807 négociateur pour le Royaume de Bavière envers le Pape à Munich et à Ratisbonne[pas clair], avec lesquelles une nouvelle conception des diocèses bavarois après la sécularisation doit être réalisée. Ces négociations échouent sur le moment. Après la redivision de la Bavière en 1818, il est élu évêque d'Augsbourg en 1819, est consacré le 11 novembre 1821 par Francesco Serra-Cassano et prend ses fonctions en 1821. En tant que tel, il s'oppose résolument au piétisme répandu en Souabe, avec des bastions, surtout à Gundelfingen an der Donau, Lauingen et Aislingen.
En 1824, von Fraunberg, avec l'intercession du roi de Bavière, est archevêque de Bamberg. Il est la deuxième personne à exercer cette fonction. Sous sa direction, le diocèse est divisé en 20 diaconats, dont le nombre reste constant jusqu'en 1937.
L'archevêque attache une grande importance à l'éducation et à la formation du clergé. Par conséquent, il publie peu après sa prise de fonctions de nouveaux statuts pour le séminaire. En outre, en 1829, des conférences pastorales sont organisées sous son égide pour encourager et former mutuellement des prêtres dans certaines paroisses.
Sur l'insistance des citoyens de Bamberg, il peut obtenir, le 22 décembre 1825, l'abrogation de l'interdiction de crèche de Noël existante depuis 1803. En 1826, il met en place une nouvelle division de doyenné, Cobourg est assigné à l'Archidiocèse de Bamberg avec l'approbation papale. En octobre 1827, il a également le consentement du roi Louis de Bavière, pour éloigner la Congrégation de Jésus. Les abbayes de Marienweiher (de), de Gössweinstein et de Vierzehnheiligen, alors peu occupées, confient à l'archevêché le soin des pèlerinages locaux. Son attention particulière est accordée aux problèmes croissants des mariages mixtes et à l'éducation des enfants issus des mariages interconfessionnels. À cet égard, von Fraunberg représente une attitude plus modérée que la Curie romaine et beaucoup de ses collègues bavarois. En 1836, il met en garde contre la « chute de la moralité par des musiques de danse trop fréquentes et délirantes »[réf. nécessaire].
Sur la suggestion du roi de Bavière, il commence le 30 mai 1829 des travaux de rénovation dans la cathédrale de Bamberg, qui sont achevés en 1837 et purifient la cathédrale[pas clair].
En 1804, il est élu membre de l'Académie bavaroise des sciences.
L'archevêque meurt le 17 janvier 1842 à Bamberg et est enterré dans le portail princier de la cathédrale. Sur la plaque funéraire, la date de naissance est le 12 octobre 1767.

## Succession apostolique
Joseph Maria von Fraunberg a ordonné les évêques suivants :
- Évêque Peter Pustett (1824)
- Évêque Johann Peter von Richarz (1835)
- Cardinal Johannes von Geissel (1837)
- Évêque Georg Anton von Stahl (1840)